# Minami, Nagoya
Minami (南区 Minami-ku) là quận thuộc thành phố Nagoya, tỉnh Aichi, Nhật Bản. Tính đến ngày 1 tháng 10 năm 2020, dân số ước tính của quận là 134.510 người và mật độ dân số là 7.300 người/km2. Tổng diện tích của quận là 18,46 km2.